# Савинов, Владимир Сергеевич
Владимир Сергеевич Савинов (8 марта 1949 года, Иваново, РСФСР — 24 ноября 2016 года, Иваново, Российская Федерация) — советский футболист, защитник.

## Биография
Начал играть в футбол во время учёбы в общеобразовательной школе № 22, при которой была своя футбольная секция. Ей руководил детский тренер Игорь Сергеевич Алебастров. Вместе с Александром Пискарёвым и Александром Тулбиным ему удалось попал в группу подготовки при команде мастеров «Текстильщик» к тренеру Геннадию Михайловичу Скрипачеву. Некоторое время защитник выступал в молодёжном составе ивановцев в первенстве Первой лиге среди дублеров. В 1968 году он был зачислен на позиции защитника главным тренером Юрием Александровичем Забродиным в команду мастеров «Текстильщик», которая выступала во второй группе второй подгруппы класса «А». Свой дебютный поединок за ивановцев Савинов провел в Днепропетровске против местного «Днепра».
Помимо ивановского клуба, входил в состав сборной профсоюзов СССР. Там он выступал под руководством Бориса Аркадьева и Николая Морозова.
В 1976 году окончил физический факультет Ивановского государственного университета.
Завершил выступления в составе «Текстильщика» в 1980 году, за команду сыграл 439 игр. Он занимает третье место в истории клуба по числу проведенных за него матчей. По этому показателю он уступает только Александру Гущину и Юрию Пьянову.
Завершал свою игровую карьеру в ивановском «Станкостроителе», в составе которого становился чемпионом Ивановской области по футболу.
Затем в течение нескольких лет работал тренером в спортивной школе при ГОРОНО. Самым известным его воспитанником является Олег Шмаков.
Находясь на пенсии, проживал в родном Иваново. Похоронен на кладбище Балино.